# Plateau de Poutorana
Le plateau de Poutorana ou monts Poutorana, en russe Плато Путорана, est un plateau basaltique de Russie situé à l'est du fleuve Ienisseï et au sud de la péninsule de Taïmyr, au-delà du cercle arctique, dans le nord de la Sibérie orientale.
Une partie de son territoire appartient à la réserve naturelle de Poutorana inscrite dans la liste du patrimoine mondial de l'Unesco depuis août 2010. 

### Topographie

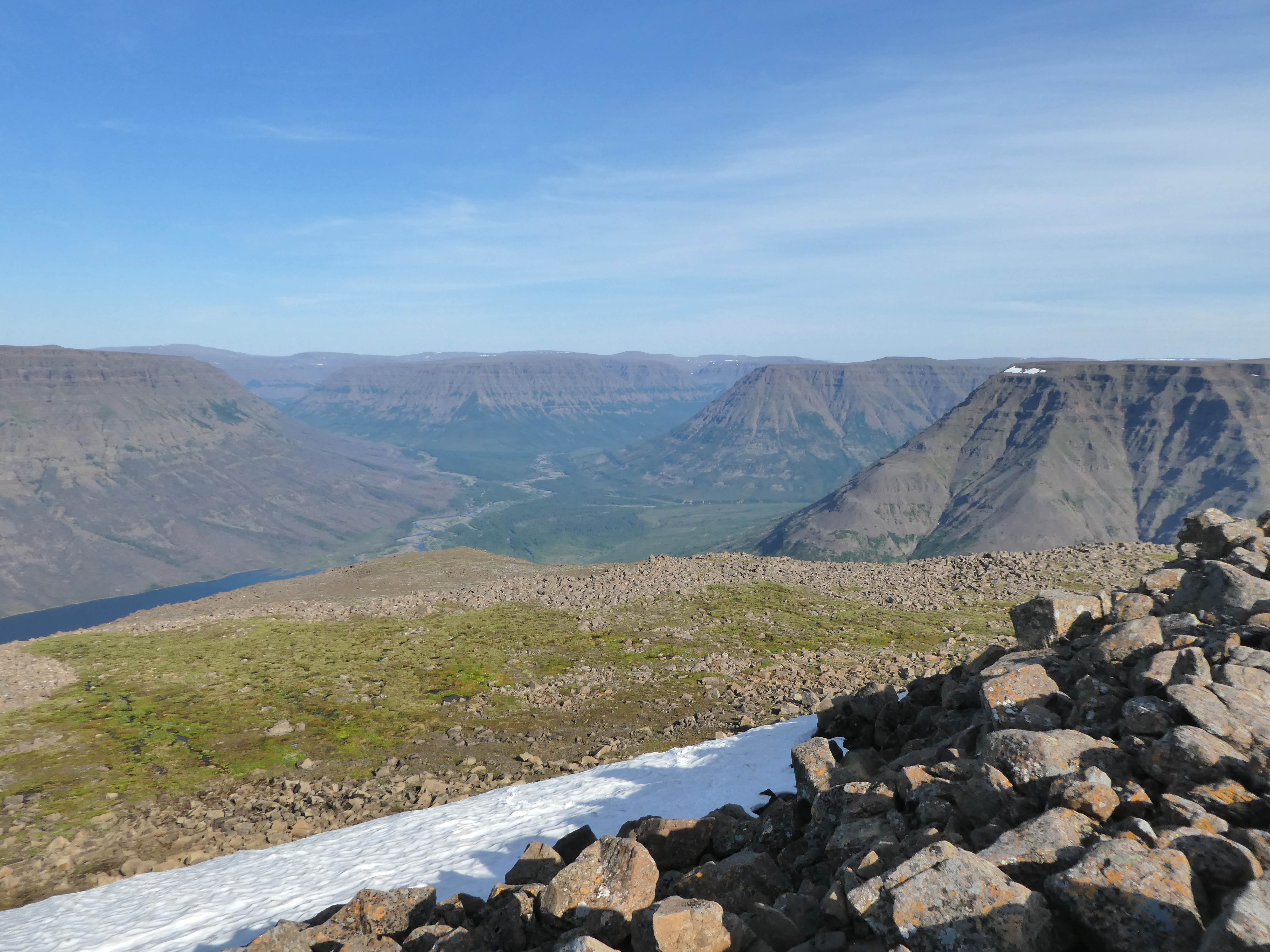
Paysage typique du plateau.

## Géographie

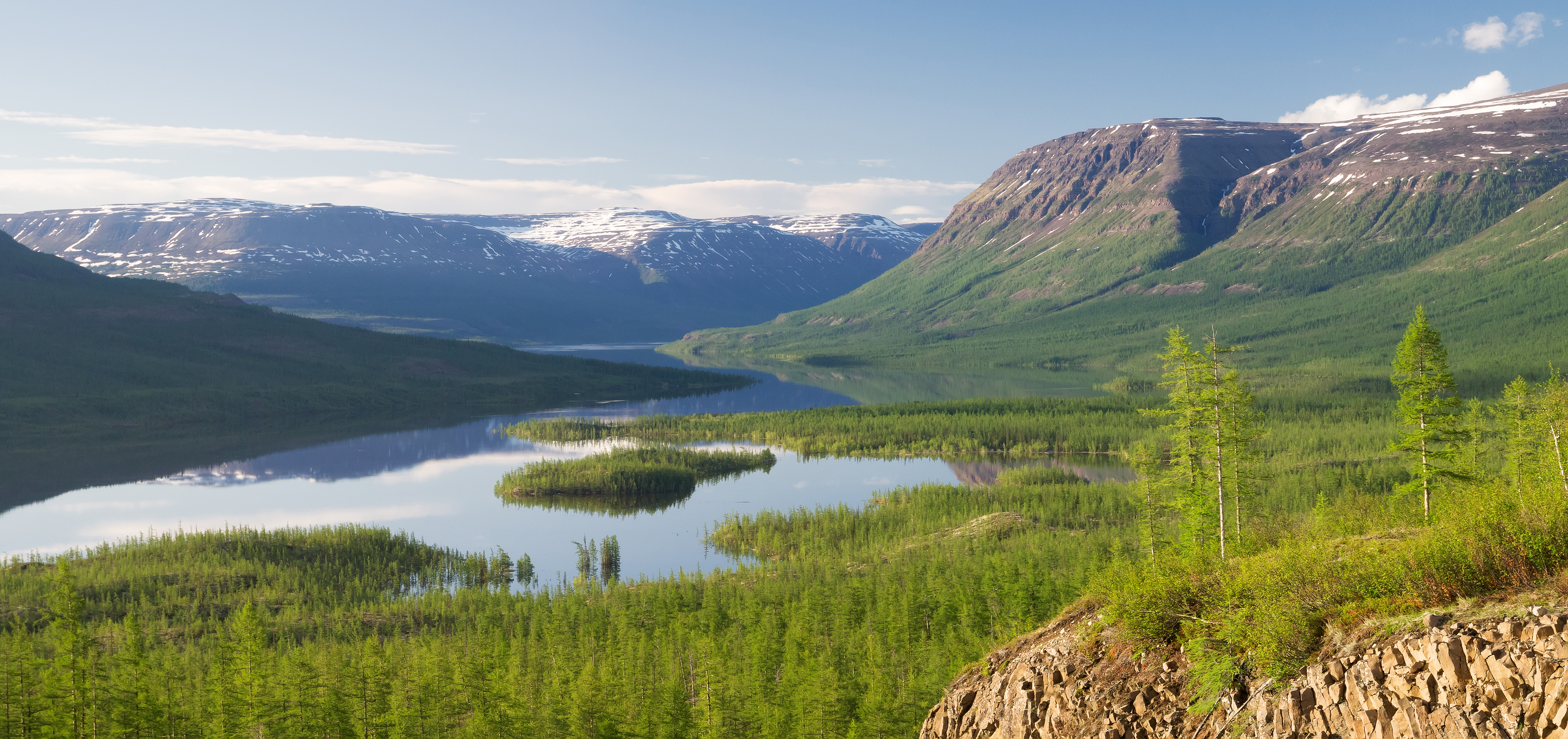
Paysage de la région.

### Hydrographie
La région doit son nom à ses lacs vastes et profonds, tels le lac Dyoupkoun et le lac Lama, qui abritent d'importants écosystèmes. En évène, Poutorana signifie « Pays des lacs profonds ». Les lacs — plus de 25 000 au total — ont une profondeur variant entre 180 et 420 mètres et constituent la seconde plus grande réserve d'eau douce de Russie après le lac Baïkal. 
Le centre géographique de la Russie, le lac Vivi, se trouve aux confins méridionaux du plateau, à cheval sur le plateau de Syverma.

### Géologie
La région est formée des basaltes des trapps de Sibérie.
Les principaux gisements du plateau recèlent du minerai de fer (magnétite et hématite), de cuivre et de nickel. On y extrait aussi du basalte, des cristaux et terres rares (prehnite, zéolithe, apatite, pérovskite). Les sources d'eau et les puits de charbon abondent.